# Lorenz Schmitt
Lorenz Schmitt (* 17. November 1936; † 2018) war ein deutscher Fußballspieler, der von 1957 bis 1963 als Offensivspieler beim VfR Mannheim 159 Ligaspiele in der damals erstklassigen Fußball-Oberliga Süd absolviert und 45 Tore für den deutschen Meister des Jahres 1949 erzielt hat.

## Spielerkarriere
Aus dem südlichsten Teil von Hessen, der Vierburgenstadt Neckarsteinach, wechselte der 20-jährige Angreifer Lorenz Schmitt aus dem hessischen Amateurbereich zur Saison 1957/58 zum Südoberligisten VfR Mannheim. In der Oberliga Süd debütierte der talentierte Angreifer am ersten Rundenspieltag, den 11. August 1957, bei einem 3:2-Auswärtserfolg bei Jahn Regensburg in der Oberliga. Schmitt, dem Techniker mit ausgezeichneten Dribbelqualitäten, glückte ein Einstand nach Maß: In der 75. Minute erzielte der auf Halbrechts im damalig gespielten WM-System eingesetzte Neuzugang den Siegtreffer für den VfR zum 3:2. Nach einem 0:2-Rückstand in der Halbzeit gelang den Mannheimern noch die Wende und Schmitt feierte an der Seite der Routiniers Ernst Langlotz und Rudolf de la Vigne einen hoffnungsvollen Einstand. Am Rundenende belegten die Blau-Weiß-Roten aus der Quadratestadt, ohne den aus beruflichen Gründen in Braunschweig stürmenden Torjäger Ernst-Otto Meyer, den 10. Rang und Schmitt hatte in 29 Ligaspielen neun Tore erzielt. Als in seinem zweiten Jahr beim VfR, 1958/59, mit Rückkehrer Meyer und dem weiteren Angreifer Werner Keller aus Hockenheim die Torgefährlichkeit sich deutlich verbessert hatte, verhinderten die 71 Gegentore ein besseres Abschneiden wie der erreichte 8. Rang. Schmitt hatte an der Seite von „Ötti“ Meyer in 28 Ligaspielen zehn Tore erzielt. Seine überzeugenden Leistungen führten den Mann aus Neckarsteinach aber in eine nordbadische Vertragsspielerauswahl die im November 1958 beziehungsweise Mai 1959 zwei Spiele gegen die B-Nationalmannschaft von Bulgarien austrug. In Sofia setzte sich Nordbaden mit 4:2 durch; auf Halbrechts und Halblinks bildeten Schmitt und Langlotz vom VfR mit KSC-Mittelstürmer Heinz Beck den Innensturm und bestimmten mit den zwei KSC-Außenläufern Heinz Ruppenstein und Bernhard Termath das Spiel der Gästeelf aus dem Mittelfeld. Das Rückspiel am 13. Mai 1959 in Mannheim gewann die Nordbadische Vertragsspielerauswahl mit 2:0. Hierbei war der Angriff mit Willy Reitgaßl, Schmitt, Meyer, Günter Herrmann und Keller aufgelaufen.
In die Verbandsrunde 1959/60 starteten Schmitt und Kollegen mit einem 0:8-Punkte-Desaster und standen nach vier Spielen am Tabellenende. Schwer verständlich wenn man zur Kenntnis nimmt, dass der VfR am 6. September 1959 (am 3. Rundenspieltag) im Karlsruher Wildparkstadion mit einem 1:0 gegen den amtierenden Deutschen Meister Eintracht Frankfurt das Endspiel um den Süddeutschen Pokal gewonnen hatte. Schmitt hatte den Siegtreffer für Mannheim erzielt.
Im letzten Jahr der alten erstklassigen Oberliga Süd, 1962/63, absolvierte Schmitt alle 30 Ligaspiele und erzielte an der Seite von Hans Arnold und Rudolf Bast fünf Tore. Mit dem Nachholspiel am 5. Mai 1963, einem 5:2-Erfolg beim BC Augsburg, endete das Kapitel der erstklassigen Oberliga Süd. Der ausgezeichnete Techniker, Dribbler und Kombinationsfußballer Lorenz Schmitt hatte von 1957 bis 1963 in der Oberliga 159 Ligaspiele absolviert und 45 Tore für die Rasenspieler aus Mannheim erzielt. 
Ab der Saison 1963/64 spielte der VfR Mannheim zweitklassig. Er war nicht für die neue zentrale Leistungsspitze der Fußball-Bundesliga nominiert worden und musste in der Fußball-Regionalliga Süd antreten. Unter Trainer Hans Pilz und mit der Angriffsformation Walter Röthinger, Werner Veit, Bast, Schmitt und Dieter Sagray startete der VfR am 4. August 1963 mit einem 2:2 beim FC Bayern Hof in die Regionalligarunde. Der herausragende Sieg glückte Schmitt und Kollegen am 13. Oktober 1963 mit einem 3:0-Heimerfolg gegen den favorisierten FC Bayern München. Schmitt agierte auf Halblinks und zeigte Bayernspieler wie Sepp Maier, Werner Olk und Herbert Erhardt sein spielerisches Können. Am Rundenende belegte der VfR den 6. Rang und Schmitt hatte in 31 Ligaeinsätzen vier Tore erzielt. Nach zwei Einsätzen zu Beginn der Hinrunde 1964/65 mit einem Torerfolg beendete er, durch Verletzungsfolgen bedingt, seine Karriere als Vertragsfußballer.